# John Cecil (7e comte d'Exeter)
Pour les articles homonymes, voir John Cecil et Cecil.
John Cecil, 7e comte d'Exeter (1700-1722) est un pair anglais et membre de la Chambre des Lords, appelé Lord Burghley de 1721 à 1722. 
Il hérite du comté en 1721. Il est le fils de John Cecil (6e comte d'Exeter), et Elizabeth Brownlow, fille de John Brownlow (3e baronnet). Il est gardien de la promenade Westhay, du bailliage de Cliffe, de la forêt de Rockingham. Son frère, Brownlow Cecil (8e comte d'Exeter) lui succède. 